# Даттатрея
Даттатрея (санскр. दत्तात्रेय; dattātreya «данный Атри») — божество индуизма, воплощение Тримурти: Творца — Брахмы, Хранителя — Вишну и Разрушителя — Шивы. 
В вайшнавизме считается воплощением Вишну. 
Даттатрея родился у святого Атри Муни и его благочестивой супруги Анасуи. Супругу Даттатреи звали Анагадэви.